# Юозас Андзюлайтіс
Андзюлайтіс Юозас — (літературний псевдонім Кальненас) — (13 грудня 1864 — 12 лютого 1916) — литовський поет, перекладач і публіцист.
З творами Тараса Шевченка познайомився в юнацькі роки. Був членом гуртка аматорів творчості Шевченка, що існував в 1883 році в місті Гарляві і ставив собі за мету поширення творів українською мовою в Литві. Знайомство з поезією Шевченка позитивно позначилось на формуванні світогляду й творчого методу Андзюлайтіс.
У своїх оригінальних віршах він використовував деякі сюжети з творів Тараса Шевченка. Під його впливом написав вірші «Казка», «Бджолі», «Прощання». З поезією Шевченка «До Основ'яненка» перегукуються вірші Андзюлайтіса «Ксаверу Ванагелісу».
Він також був першим перекладачем творів Тараса Шевченка литовською мовою. Йому належать переклади «Тополі», «Утопленої», «Причинної», «Ой чого ти почорніло», «Коло гаю в чистім полі», «Івана Підкови» та інші. Ці твори були опубліковані у періодичних виданнях 1885—1887 рр.